# Ocho apellidos vascos
Ocho apellidos vascos és una pel·lícula dirigida per Emilio Martínez-Lázaro, amb guió de Borja Cobeaga i Diego San José, protagonitzada per Clara Lago, Dani Rovira, Carmen Machi i Karra Elejalde. S'estrenà a Espanya el 14 de març de 2014.

## Argument
Rafa (Dani Rovira), un sevillà que mai no ha sortit d'Andalusia, decideix abandonar la terra natal per seguir l'Amaia (Clara Lago), una jove basca que, a diferència d'altres dones que ha conegut, es resisteix a les seves tècniques de seducció. Per a això, i en contra dels consells dels amics, decideix viatjar al poble de la seva pretesa, al cor abertzale del País Basc. Una sèrie de malentesos portaran el jove sevillà a haver de fer-se passar per un autèntic basc amb vuit cognoms, i anar embullant-se cada vegada més en el personatge que ha creat per aconseguir el seu propòsit.

## Repartiment principal
- Clara Lago és Amaia
- Dani Rovira és Rafa
- Carmen Machi és Merche
- Karra Elejalde és Koldo
- Alberto López López és Joaquín
- Alfonso Sánchez Fernández és Curro

## Recepció
El primer cap de setmana, la producció va reunir 404.020 espectadors, generant 2,72 milions d'euros en taquilla. Aquestes dades la situen entre les quinze millors estrenes de la història del cinema espanyol. El segon cap de setmana, la producció va augmentar la recaptació gairebé un 56% respecte a l'anterior, solament superada per dues superproduccions (The Impossible i Avatar), amb 4,4 milions en només deu dies.
A mitjan abril de 2014 es converteix en la pel·lícula espanyola més vista de la història a d'Espanya, amb més de 6,5 milions d'espectadors, i la més taquillera el darrer cap de setmana d'abril. En total, durant 2014 va assolir la xifra de 56 milions d'euros.